# 時定数
物理学、工学および社会科学において、時定数（じていすう、ときていすう、ときじょうすう、英: time constant）は、線型時不変系（LTIシステム）における1次の周波数応答を示す値である。ギリシャ文字の τ で表される。過渡現象の応答速度の指標としても理解される。Time constantの邦訳語としては「ときていすう」であるとする説もある。学術用語としては「じていすう」としている（JISも同様）。
例として電子回路のRC回路（抵抗器-コンデンサ）、RL回路（抵抗器-コイル）がある。その値は磁気テープ、送信機、受信機、レコードおよび再生装置、デジタルフィルタなどの信号処理系における周波数応答の特徴を表すために用い、1次の線型系としてモデル化および近似する。同じような式の形であっても、電磁気学、機械工学、社会科学の順に、時定数が大きくなり、システムの監視、状態の管理方法が異なる。電気的手法よりも空圧を制御の積分や微分に使うような制御システムも時定数を用いる例として挙げられる。
物理的あるいは化学的には、時定数はシステムが目標値の (1 -e-1) に達するまでの時間を示す。あるいは外力が取り除かれたときに初期値の約37%に達するのに必要な時間でもある。工学、社会科学でも、約63.2%に達するまでの時間を取ると、電磁気学ではマイクロ秒、ミリ秒の事象が多く、機械工学ではミリ秒、秒の単位が多い。社会科学では、時間、日、週、月、年などの単位になることもある。時定数の大きさが、システムの分類に役立つ。

## 微分方程式
1次の線型系を次の微分方程式で表す。
{\displaystyle {dV(t) \over dt}=-\alpha V(t)}
ここで αは指数減少係数を表し、V (t ) は時間t の関数である。時定数τは指数減少係数αに関係している。
{\displaystyle \tau ={1 \over \alpha }}

### 一般解
微分方程式の一般解は次のようになる。
{\displaystyle V(t)\ =\ V_{0}e^{-\alpha t}\ =\ V_{0}e^{-t/\tau }}
ここで
{\displaystyle V_{0}\ =\ V(0)}
はV の初期値である。
この式は、次のことを示している。
- t = 0 で初期値 V0 が、時間とともに徐々に減少する。
- t = τ の時間が経過すると {\displaystyle V(t)=V_{0}e^{-1}\approx 0.368V_{o}} となり、出力は初期値 V0 の約36.8%となる。
- さらに時間が経過すると、 {\displaystyle \lim _{t\to \infty }V(t)=0} に近づく。

## 時定数の例

### 電子回路における時定数

コンデンサの電圧ステップ応答

インダクタの電圧ステップ応答

RL回路における時定数 τ （単位は秒）は次のようになる。
{\displaystyle \tau \ =\ {L \over R}}
ここで、R は抵抗（単位はオーム）、L はインダクタンス（単位はヘンリー）である。同様に、RC回路における時定数τ は次のようになる。
{\displaystyle \tau \ =\ RC}
ここで、C は静電容量（単位はファラド）である。

### 神経生物学における時定数
ニューロンにおける活動電位において、時定数 τ は次のようになる。
{\displaystyle \tau \ =\ r_{m}c_{m}}
ここで、rm は膜を横断する抵抗、cm は膜の容量である。膜を横断する抵抗は、開放されたイオンチャネルの関数、容量は脂質膜の特性の関数である。
時定数は活動電位の上昇および下降を記述するためにも用いる。上昇は
{\displaystyle V(t)\ =\ V_{max}(1-e^{-t/\tau })}
下降は
{\displaystyle V(t)\ =\ V_{max}e^{-t/\tau }}
で表される。ここで電圧の単位はミリボルト、時間の単位は秒、τ の単位はミリメートルである。Vmax は活動電位における最大の電圧として定義される。
{\displaystyle V_{max}\ =\ r_{m}I}
ここでrm は膜を横断する抵抗、 I は電流である。
- 上昇において t = τ の時間が経過すると V (t ) は0.63Vmax に等しくなり、時定数は Vmax の63%までに経過する時間であることを意味する。
- 下降において t = τ の時間が経過すると V (t ) は0.37Vmax に等しくなり、時定数は Vmax の37%までに経過する時間であることを意味する。

時定数が大きくなるにつれ、ニューロンの電位の上昇および下降は遅くなる。長い時定数は時間的加算性、あるいはポテンシャルの反復の代数和に起因する。

### 放射性元素の半減期
放射性同位元素の半減期 THL は時定数の指数関数に関係している。
{\displaystyle T_{HL}=\tau \cdot \ln 2}
余談だが、時定数そのものは放射性物質の平均寿命そのものであり、崩壊定数の逆数でもある。

### 経済学における時定数
投資などの効果が、時間とともに逓減していく様を微分方程式で記述する。

### 社会学における時定数
人の間での情報の伝達、文化の浸透が時間とともに逓減していく様を微分方程式で記述する。

### 経営学における時定数
例えば、組織の方針を決めて、実際に有効に機能しはじめるまでの時間。